# نيلس ايريك يوهانسون
نيلس ايريك يوهانسون (بالسويدية: Nils-Eric Johansson) (13 يناير 1980 في السويد - ) هو لاعب كرة قدم سويدي في مركز الدفاع. شارك مع منتخب السويد تحت 16 سنة لكرة القدم ومنتخب السويد تحت 18 سنة لكرة القدم ومنتخب السويد تحت 21 سنة لكرة القدم ومنتخب السويد لكرة القدم. أما مع النوادي، فقد لعب مع أيك سولنا وبايرن ميونخ الثاني وبايرن ميونخ وبلاكبيرن روفرز وليستر سيتي ونادي نورنبرغ.

## مسيرته الكروية
لعب نيلس ايريك يوهانسون خلال مسيرته الاحترافية مع 6 أندية في ثلاثة وعشرون موسمًا وسجل خلالها 20 هدف ضمن 554 مباراة. حيث فاز في موسم واحد بالكأس وفي ثلاثة مواسم بالدوري.
خاض نيلس ايريك يوهانسون مسيرته مع نادي أيك سولنا ما بين عامي 1998 و1999 في المرة الأولى لمدة موسم واحد ثم في موسم 2007 ليلعب معه أحد عشر موسمًا، مشاركًا طوالها في 297 مباراة سجل خلالها 16 هدفًا. ثم انتقل إلى نادي بايرن ميونخ ب في موسم 1998–99 ولمدة موسمين، حيث شارك في 54 مباراة سجل خلالها هدفًا واحدًا. لينتقل بعدها إلى نادي نورنبرغ في موسم 2000–01 ولمدة موسمين، مشاركًا في 40 مباراة سجل خلالها هدفين. ثم انتقل إلى نادي بلاكبيرن روفرز في موسم 2001–02 ليلعب معه أربعة مواسم، مشاركًا في 86 مباراة ولم يسجل أي هدف. هذا وانتقل لاحقًا إلى نادي ليستر سيتي في موسم 2005–06 ولمدة موسمين، مشاركًا في 75 مباراة سجل خلالها هدفًا واحدًا.

## وصلات خارجية
- نيلس ايريك يوهانسون على موقع الاتحاد الأوربي (الإنجليزية)
- نيلس ايريك يوهانسون على موقع اتحاد السويد (السويدية)
- نيلس ايريك يوهانسون على موقع قاعدة بيانات كرة القدم.إي يو (الإنجليزية)
- نيلس ايريك يوهانسون على موقع بيانات كرة القدم. دي إي (الألمانية)
- نيلس ايريك يوهانسون على موقع ناشيونال فوتبول تيمز (الإنجليزية)
- نيلس ايريك يوهانسون على موقع Soccerbase.com (لاعب) (الإنجليزية)
- نيلس ايريك يوهانسون على موقع Soccerway.com (الإنجليزية)
- نيلس ايريك يوهانسون على موقع عالم كرة القدم.نت (الإنجليزية)
- نيلس ايريك يوهانسون على موقع AS.com (الإسبانية)